# Northampton (Pennsylvania)
Northampton ist ein Borough im Northampton County in Pennsylvania, Vereinigte Staaten. Es liegt in der Region Lehigh Valley im Osten von Pennsylvania. Das U.S. Census Bureau hat bei der Volkszählung 2020 eine Einwohnerzahl von 10.395 ermittelt. 
Es besteht eine Partnerschaft mit Stegersbach in Österreich.

## Geographie
Northampton liegt 13 km nördlich von Allentown und 20 km westlich von Easton bei 40/41/2 Nord und 75/29/29 West.
Nach den Angaben des United States Census Bureaus hat Northampton eine Gesamtfläche von 7,0 km², wovon 6,7 km² auf Land und 0,3 km² (= 3,70 %) auf Gewässer entfallen. Northamptons Höhe beträgt 100 m über dem Meeresspiegel.
Der Lehigh River, der das Northampton County vom Lehigh County trennt, bildet auch die westliche Grenze von Northampton.

## Bevölkerung
Im Jahr 2000 wurden in Northampton 9405 Einwohner gezählt, es gab 3869 Haushalte und 2634 Familien in der Stadt. Die Bevölkerungsdichte lag bei 1396,7 Personen pro km².